# Agriothera cristata
Agriothera cristata är en fjärilsart som beskrevs av Diakonoff 1951. Agriothera cristata ingår i släktet Agriothera och familjen bronsmalar. Inga underarter finns listade i Catalogue of Life.